# Barokní literatura

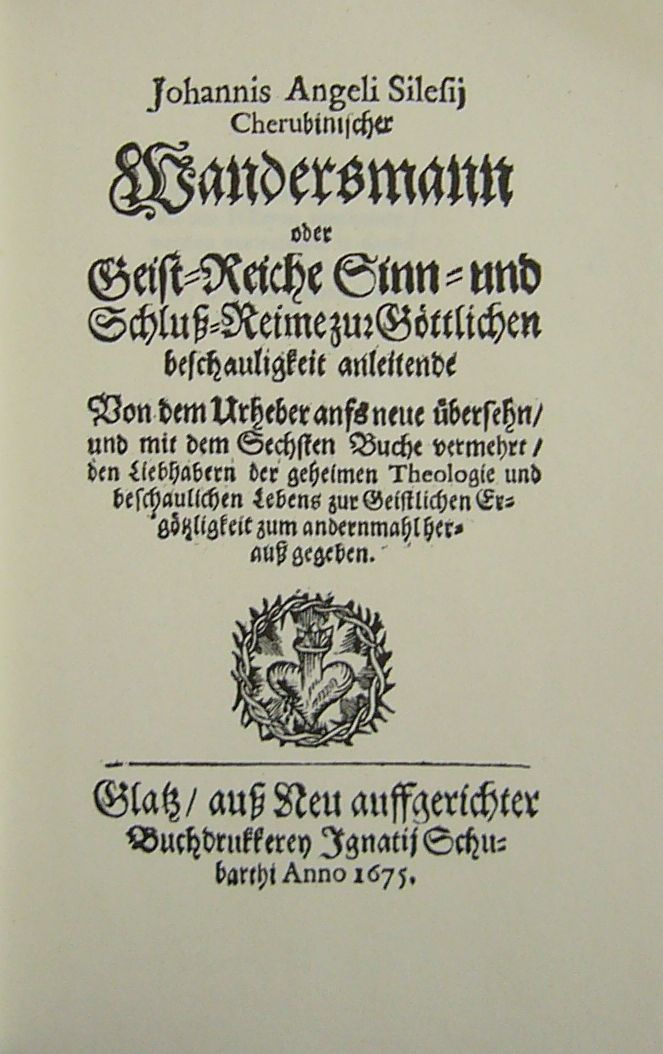
Titulní list Poutníka cherubínského (1674), sbírky básní slezského mystika Angela Silesia

Barokní literatura nebo také literatura doby baroka je literatura, která byla napsána v období baroka, tedy v 17. století, popřípadě ještě v první třetině 18. století. Její časové vymezení se může lišit podle zemí a podle badatele. Václav Černý dával počátek barokní éry do souvislosti s dobovými náboženskými válkami v jednotlivých oblastech (třicetiletá válka, anglická občanská válka, hugenotské války) a navazujícím pocitem zmaru a nicotnosti člověka a světa. Ve Francii je literatura tohoto období často označována za raný klasicismus, byť zejména v novějších textech se již hovoří i o francouzské barokní literatuře. Někteří moderní badatelé, například Miloš Sládek nebo Jan Malura, také upozornili na značnou kontinuitu mezi obdobím humanismu a barokem, například ve způsobu rozšiřování literárních textů, tématech děl, silném vlivu antiky nebo převládajících žánrech. Malura proto za vhodnější označil pojem literatura raného novověku, do nějž lze zahrnout díla vzniklá zhruba mezi lety 1550 a 1750.
Barokní literatura navazuje na antické a humanistické písemnictví, což ve spojení s důrazem na náboženství často vede k fantastickým analogiím a mísení motivů nebo postav klasického starověku či pohanství a motivů křesťanských. Jedním z klíčových motivů je vanitas, marnost, vedoucí k časté tematizaci smrtelnosti a smrti jako cíle a smyslu lidského života. Často se objevuje rovněž obraz světa jako divadla, iluze nebo snu. Významnou hodnotou je pro barokní spisovatele vynalézavost, nejčastěji v oblasti jazyka (anagramy, akrostichy, zvukomalebnost textů) a obraznosti (práce s metaforami, alegoriemi, podobenstvími, emblematikou a podobně).
Kromě antických a humanistických zdrojů čerpala barokní literatura silně také ze středověkého písemnictví. K nejvýznamnějším žánrům patřila legenda, duchovní píseň a kázání, objevovaly se podrobné historiografické spisy, rozvíjela se duchovní i světská lyrika. Obzvláštní důraz byl kladen na vynalézavost a dokonalost formy. Po celé Evropě vznikal typ poezie vystavěný na rafinovanosti, nepřímém naznačování a složitých metaforách: v Itálii marinismus, ve Španělsku góngorismus, v Anglii metafyzické básnictví, ve Francii preciózní literatura. Rétorická obratnost, důvtip a schopnost nalézání překvapivých vztahů se uplatňovala také v kázáních, v jejichž konceptuální poloze šlo o nalézání nečekaných souvislostí a jiskřivou rozumovou argumentaci.
Ve Španělsku, kde barokní tvorba získala silnou pozici, tvořili v 17. století dramatikové Lope de Vega a Pedro Calderón de la Barca, básník Luis de Góngora y Argote a jeho následovníci či filosof a teoretik Baltasar Gracián. V Itálii literaturu ovlivnili básníci Giambattista Marino a Gabriello Chiabrera, směšnohrdinský epik Alessandro Tassoni, jakož i produkce dobrodružných románů a commedia dell'arte. Německé barokní písemnictví zastupuje Hans Jakob Christoffel von Grimmelshausen, autor pikareskního románu Dobrodružný Simplicius Simplicissimus, básník a dramatik Andreas Gryphius či mystik a básník Angelus Silesius. V některých západoevropských zemích se barok jako literární fenomén dlouho nebral v potaz, moderní literární historie však za barokní začala označovat i některé autory ve Francii (kde je hlavním představitelem dramatik Pierre Corneille se svým Cidem) a v Anglii (kde je takto popisován John Milton, autor Ztraceného ráje). Česká barokní literatura byla ovlivněna politickou a kulturní situací po bitvě na Bílé hoře. Do exilu odešli významní nekatoličtí myslitelé, zejména filozof a pedagog Jan Amos Komenský, ale i mnozí další, například historik Pavel Skála ze Zhoře. Domácí, rekatolizovanou tvorbu pak reprezentuje Adam Michna z Otradovic se svými písněmi, básník Bedřich Bridel či autoři rozvíjejícího se dějepisectví, v němž k významným tvůrcům patřil jezuitský historik a jazykovědec Bohuslav Balbín. 

## Vymezení vůči renesanci a klasicismu
Ve většině zemí je přechod mezi renesančním humanistickým písemnictvím a barokní literaturou velmi pozvolný. Pro popis tohoto přechodného období se obvykle užívá výraz manýrismus – ten je vnímán současně jako dovršení renesančních ideálů a jako období, kdy do umělecké tvorby začínají vstupovat prvky, naplno rozvinuté v baroku. Přestože v českém prostředí je jako přirozený politicko-kulturní předěl vnímána třicetiletá válka, literární tendence pozdního humanismu jsou podobné barokní tvorbě. Někteří čeští badatelé, například Jan Malura, proto navrhují tato dvě období nerozdělovat, místo toho zkoumat a popisovat jejich produkci společně jakožto  „literaturu raného novověku“.
Ještě problematičtější je poměr baroka a klasicismu, směru, jenž po něm podle tradičních koncepcí dějin umění následuje. Vztah těch dvou období, která se částečně překrývají, je obzvláště v oblasti literatury obtížně vymezitelný. Ve Francii bývají za barokní označována díla, která vznikala v letech 1590 až 1660, o klasicismu se však hovoří již od 30. let 17. století. Některá z významných děl této epochy mohou být proto označena jak za barokní, tak za klasicistní – příkladem může být Corneillovo drama Cid (1637), postavené na oblíbeném barokním střetu střetu lásky a cti, nebo Kněžna de Clèves (1678) markýzy de La Fayette, barokní svou milostnou zápletkou, avšak přesahující baroko svou románovou psychologizovaností. Kromě toho jsou klasicizující tendence jevem původně renesančním a v průběhu 16. a 17. století docházelo v zemích jako Itálie nebo Francie k jejich nepřerušenému rozvíjení. Podle názoru některých badatelů může být klasicismus 17. století ve skutečnosti tlumenou variantou baroka, jak o francouzském klasicismu tvrdil Leo Spitzer. Naopak v českém prostředí bývá za barokní často označována i literatura druhé poloviny 18. století, byť šlo o tvorbu doznívající a málo osobitou; klasicistní tendence začínají převládat teprve na jeho sklonku.
Problematický je rovněž výraz rokoko, který se ve většině zemí pro popis literatury běžně nepoužívá, italské prostředí jej však přijímá a vůči baroku rokoko vymezuje jeho galantní milostnou hravostí. Ta je spojena především s literární akademií Arcadia, jež byla založena v roce 1690.

## Charakteristika

### Inspirační zdroje
Barokní literatura se poměrně otevřeně hlásí ke svým předchůdcům. Hojně čerpá z antické literatury i mytologie, v textech se běžně objevují starověká božstva či hrdinové. Mnohé klasické antické spisovatele, například Martiala, vnímá jako závazné vzory, pracuje se středověkými motivy a žánry a rozvíjí také četné impulsy z období renesančního humanismu, například emblematiku.
Zatímco renesanční humanismus oceňoval nadvládu ducha a idealistické myšlení, na počátku baroka znovu zesílila náklonnost k univerzitnímu aristotelismu s jeho zájmem o přírodu. Badatelé jako Johannes Kepler (1571–1630), Galileo Galilei (1564–1642), René Descartes (1596–1650) či Francis Bacon (1561–1626) formulovali nové myšlenky, zejména na poli fyziky (astronomie, mechanika, optika), matematiky a filosofie. První polovina 17. století bývá proto popisována jako klíčové období vědecké revoluce. Po polovině 17. století pak aristotelská tradice začala opět ustupovat, byť na univerzitách stále zůstávala jádrem výuky. Jako vůdčí intelektuální proud ji v souvislosti s novými objevy, a zejména s rozpadem předkoperníkovské kosmologie, nahrazuje mechanistická filosofie, tedy výklad světa jako výslednice působení mechanických sil. Filosofie, do té doby víceméně jednotná, se stále ostřeji rozpadá na jednotlivé dílčí a specializované obory, zárodky moderních věd.
Současně došlo k oživení myšlenek starořeckého atomismu, který pro nově zkoumané fyzikální zákony a nový pohled na vesmír představoval výrazně lepší podloží než aristotelovská fyzika. Problém představovaly ateistické možnosti, které tento materialistický pohled na věci skýtal – myslitelé jako Descartes nebo později Isaac Newton) se s touto skutečností vyrovnávali tak, že Bohu přiřkli roli stvořitele atomů, které se ovšem následně pohybují a chovají podle daných fyzikálních zákonitostí.

### Pomíjivost

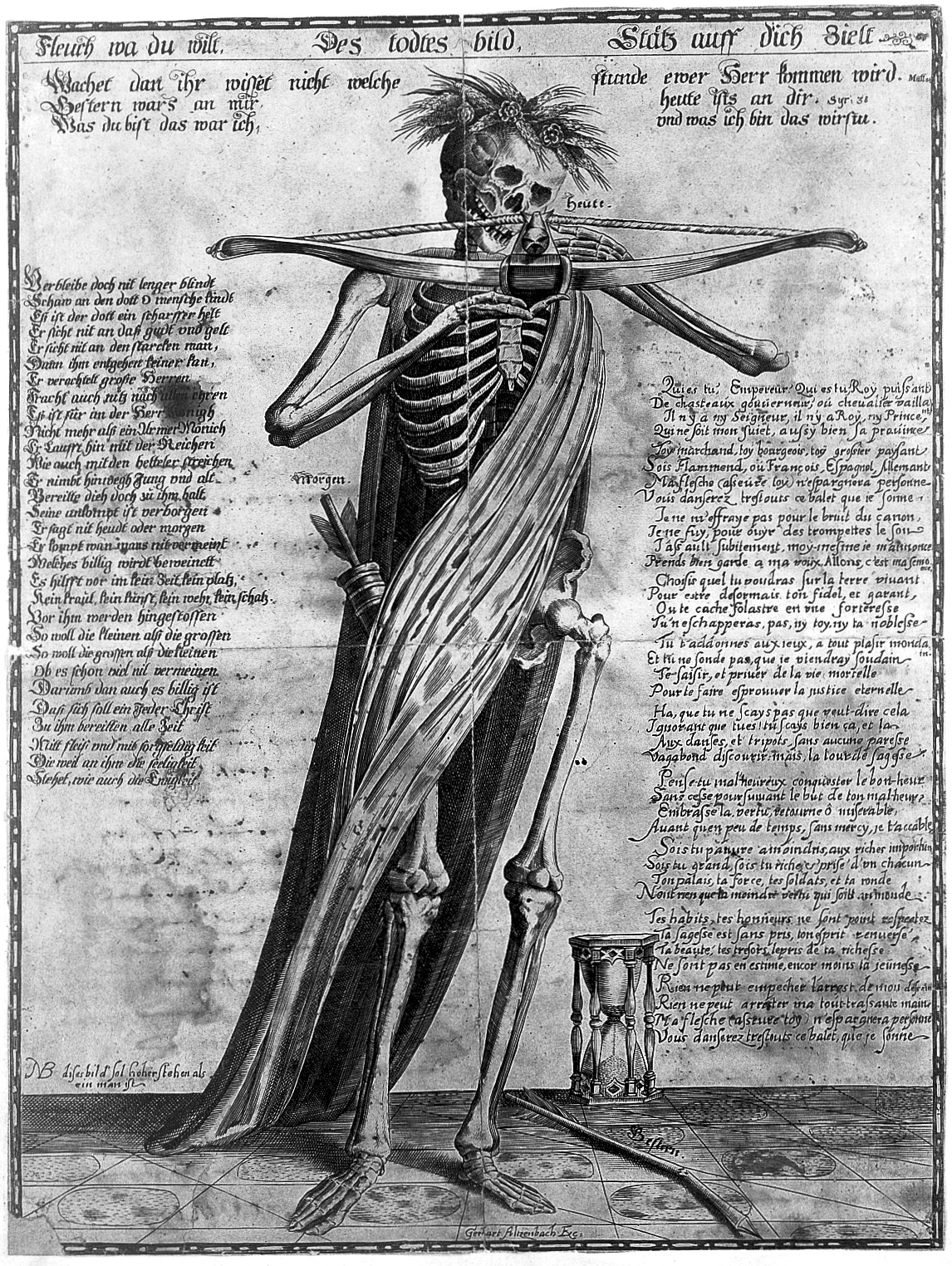
Alegorické vyobrazení smrti (před rokem 1673), rytina Gerharda Altzenbacha

Fyzikální objevy a úvahy formovaly nejen dobové filosofické spisy, ale nepřímo ovlivňovaly také uměleckou tvorbu. Postavení člověka v post-koperníkovském, atomistickém světě, navíc plném válek, epidemií a společenských změn, bylo pociťováno jako vratké. Jedním z klíčových motivů je vanitas, marnost, vedoucí k časté tematizaci smrtelnosti a smrti jako cíle a smyslu lidského života.  Barokní éra byla v mnoha ohledech epochou úzkosti a odcizení. Důraz na pomíjivost a prchavost světa se často projevoval jeho zobrazením coby divadla, iluze nebo snu – emblematickým dílem je vlivné Calderónovo drama Život je sen (1635), ale i další texty jako Corneillova Illusion comique (1636) nebo rozjímání postav v Shakespearových hrách. Vyostřená protikladnost životního pesimismu na jedné straně a touhy po nalezení univerzálních řešení a absolutních pravd na druhé straně se projevovala i v užívání vyhrocených stylistických prostředků – barokní autoři s oblibou užívali figury tematizující rozpor, například paradox, oxymóron nebo antitezi.
Typickým obrazem byl jedinec odtržený od společnosti, tíživě pociťující samotu a rozjímající nad tématy zkázy, úpadku a smrti. Melancholický životní pocit byl reflektován dobovou vědou, jak dokazuje úspěch Burtonovy filosoficko-lékařské knihy Anatomie melancholie (1621), jedné z nejpopulárnějších anglických knih 17. století, a rovněž se často stával námětem uměleckých děl. S pocitem nejistoty a zmaru se pak pojily i další oblíbené obrazy: labyrint, knihovna či planeta Saturn, jež v barokním astrologickém myšlení symbolizovala melancholii. O barokní literatuře jako průsečíku zmatků, bolestí a melancholie uvažovali především němečtí myslitelé a spisovatelé jako Walter Benjamin nebo Günter Grass.
Miloš Sládek však upozornil, že tato témata, pomíjivost a divadelnost světa, jsou spjatá nejen s barokním myšlením, ale přinejmenším ve stejné míře také s pozdním humanismem. Dynamičnost a překvapivost, často uváděné jako typické atributy literárního baroka, jsou podle něj typické až pro pozdější fáze této epochy, v českém prostředí od 80. a 90. let 17. století. Významnou roli má tak spíše postupné rozbití objektivního humanistického ideálu krásy, k němuž spisovatel směřuje: nově se prosadivší pojetí estetiky chápe krásu jako relativní kategorii, odvislou od lidského vkusu, očekávání a vztahu k autoritám.

### Barokní zbožnost
Významným inspiračním zdrojem bylo i nadále křesťanství. V 17. století pokračovalo soupeření mezi římskokatolickou církví a protestantskými církvemi, a to jak na válečném poli, tak v rámci kulturního a intelektuálního střetávání. Pod vlivem Tridentského koncilu, který usiloval o pevnější sblížení církve a věřících, posiloval dohled nad každodenností. Ten existoval jak v podobě sociálního ukázňování, byrokratizace a regulace všech událostí lidského života (křest, sňatek, pohřeb) a důkladné kontroly prováděné v součinnosti se státem, tak v podobě snah o udržování hluboké a „racionální“ zbožnosti širokých mas. 17. století, období konfesionalizace, bývá dokonce označováno za období, kdy došlo k reálné christianizaci Evropy – ve srovnání s „pohanskou“, lidovou a nekontrolovanou zbožností středověku.

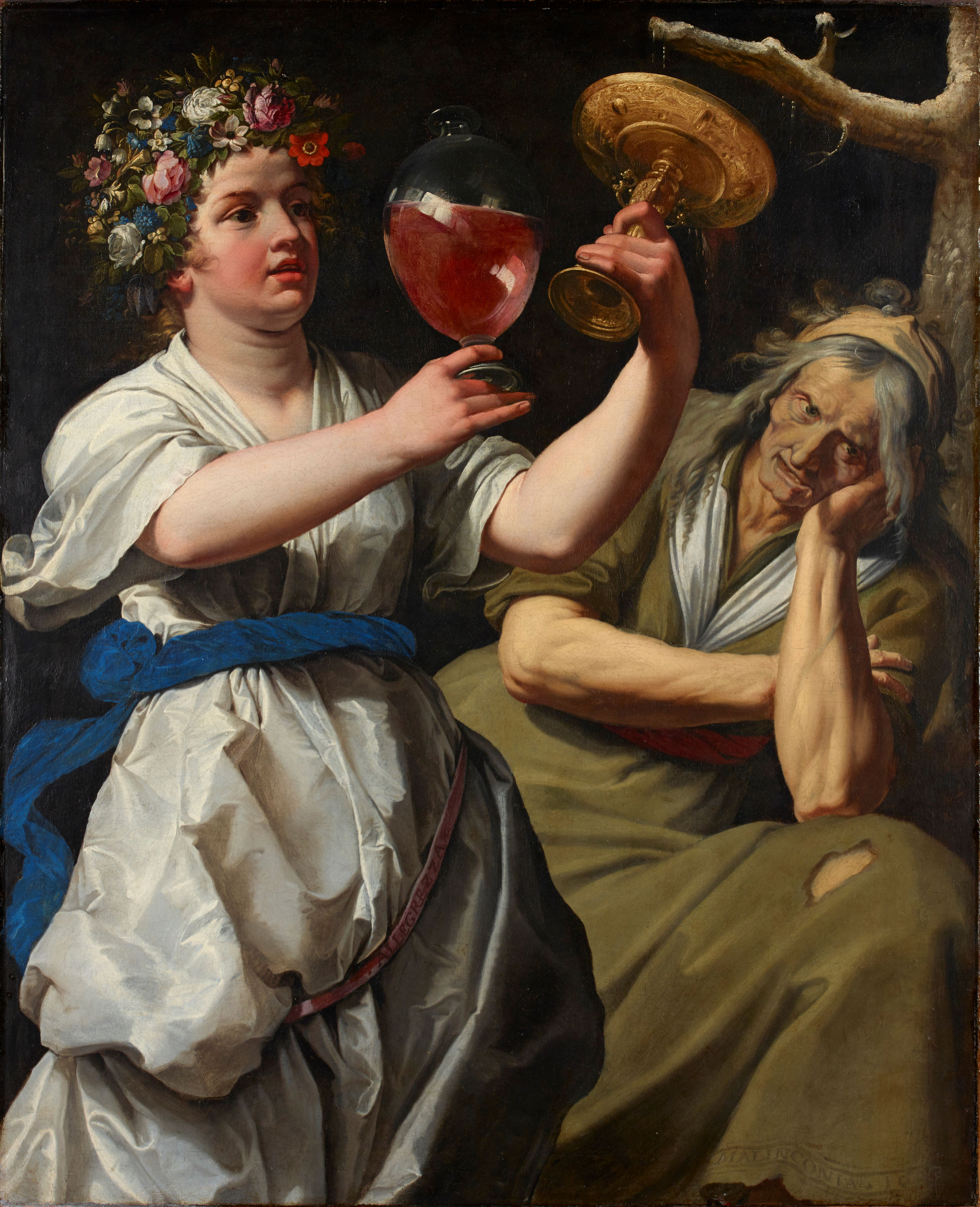
Abraham Janssens – Alegorie radosti a melancholi (1628)

Důraz na kultivaci zbožnosti se kromě zvýšené produkce náboženské, modlitební a rozjímavé literatury (zejména ze strany jezuitů a nekatolických autorů), projevil i rozvojem žánru kázání. Zatímco v 16. století ještě převládalo kompozičně poměrně jednoduché a na vzdělání a morální poučení posluchačů zaměřené humanistické kázání, v 17. století se postupně prosadilo konceptuální kázání. Tento typ kázání, k jehož rozšíření silně přispěl Baltasar Gracián, užíval k zaujetí posluchačů posílené estetické a zábavní složky – jeho obraznost využívala například slovníku a obraznosti italské milostné lyriky 14. a 15. století. Nebylo založeno pouze na výkladu jednotlivých, po sobě jdoucích biblických veršů, jak tomu bylo dříve, ale na nalezení nečekané, často vtipné a překvapivé souvislosti, elegantně formulované. Do kázání tak pronikala pravidla žánrů jako epigram nebo emblém. Konceptuální kázání kladlo na intelekt kněží vyšší nároky: vyžadovalo znalost rétoriky, důkladnou přípravu a schopnost vynalézavé rozumové argumentace.

### Emblematika a alegorie
Neobyčejně populárním barokním žánrem, který si začal získávat oblibu již v období humanismu, byl emblém. Sestával ze tří částí, obrazu (kresby), nápisu (lemmatu) a veršovaného vysvětlení (epigramu). Emblémy vycházely v obsáhlých sbírkách a sloužily jako základ alegorického pohledu na svět a zdroj mravního ponaučení. Příčina této značné obliby je předmětem úvah literárních historiků – Walter Benjamin se domníval, že vzestup emblémů souvisí s fascinací myslitelů 16. a 17. století egyptskými hieroglyfy a snahou o jejich rozluštění a napodobení. Prostřednictvím zmenšených výseků reality a komentářů k nim měla být odhalena podstata věcí. Zlidověním emblematiky však došlo k odklonu od posvátných konotací a zrodu moderního, sekulárního pojetí mnohoznačných symbolů.

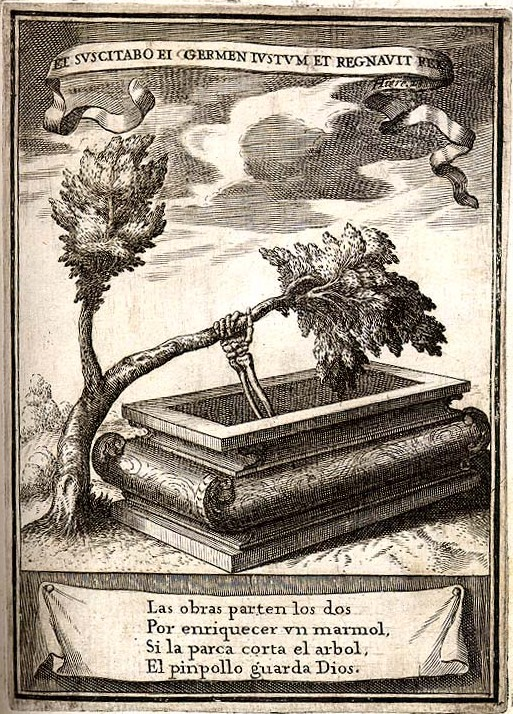
Emblém z roku 1665, autorem je Pedro Rodriguez de Monforte

Emblémy nabývaly nejrůznějších podob. Někdy se tiskly bez obrázku, jindy se naopak stávaly rozsáhlejšími, než velela norma – anglický jezuitský autor Henry Hawkins ve své sbírce Partheneia Sacra předložil čtenářům emblémy o devíti částech: dvě byly obrazové („emblém“ a „odkaz“), sedm textových (včetně dvanáctiveršového „epigramu“). Starší emblémy byly někdy přepracovávány. George Wither spojil starší vyobrazení z knihy Crispina de Passe a každý z nich doplnit rozsáhlým, třicetiřádkovým popisem, čímž z obrazu učinil pouhé východisko pro text, jenž se stal hlavní součástí. Obliba emblémů vedla k jejich vlivu i na jiné žánry, například na konceptuální kázání nebo na barokní divadlo. V něm se běžně vedle „reálných“ postav objevovaly alegorické postavy (Láska, Strach a podobně), které odpovídaly obrazu svým vzezřením, nápisu svým jménem a epigramu svou deklamací.
Tím, že alegorické postavy vystupovaly po boku nealegorických postav, se barokní alegorie odlišovala od alegorie středověké, kde se objevovaly postavy realistické a figurativní současně. Typická byla také vysoká míra standardizace: alegorické postavy měly nést stejné atributy napříč různými uměleckými díly – Vítězství bylo označeno vavřínem, Rozkoš líčením tváře, Pravda slunečním šatem, křídly a hadem v ruce a podobně.

### Prožitek ohromení
Barokní tvorba bývá spojována se záměrem ohromit a dojmout svého diváka či čtenáře. Důraz na prožitek se v literatuře 17. století projevuje patrně nejsilněji oblibou prvků přemrštěných, senzačních, fantastických a tajemných. Tento aspekt zkoumal literární historik José Antonio Maravall, který ho kladl do souvislosti s postupným soustředěním kultury na masového spotřebitele. Navazující badatelé, například Henry Ettinghausem, pak dokonce vnímali barokní texty, které stavěly na spojení fascinace a hrůzy, jako ranou formu bulváru a laciných „rodokapsových“ krváků. Tyto tendence existovaly v lidové tvorbě vždy, baroko je však výjimečné bohatstvím nestvůrných a hrůzostrašných detailů a rovněž jejich pronikáním do většiny žánrů – nejde pouze o letákovou produkci, ale i o mnohé novely (ve Španělsku tvorba Maríe de Zayas) či legendy (ve Španělsku díla Cristóbala Lozana).

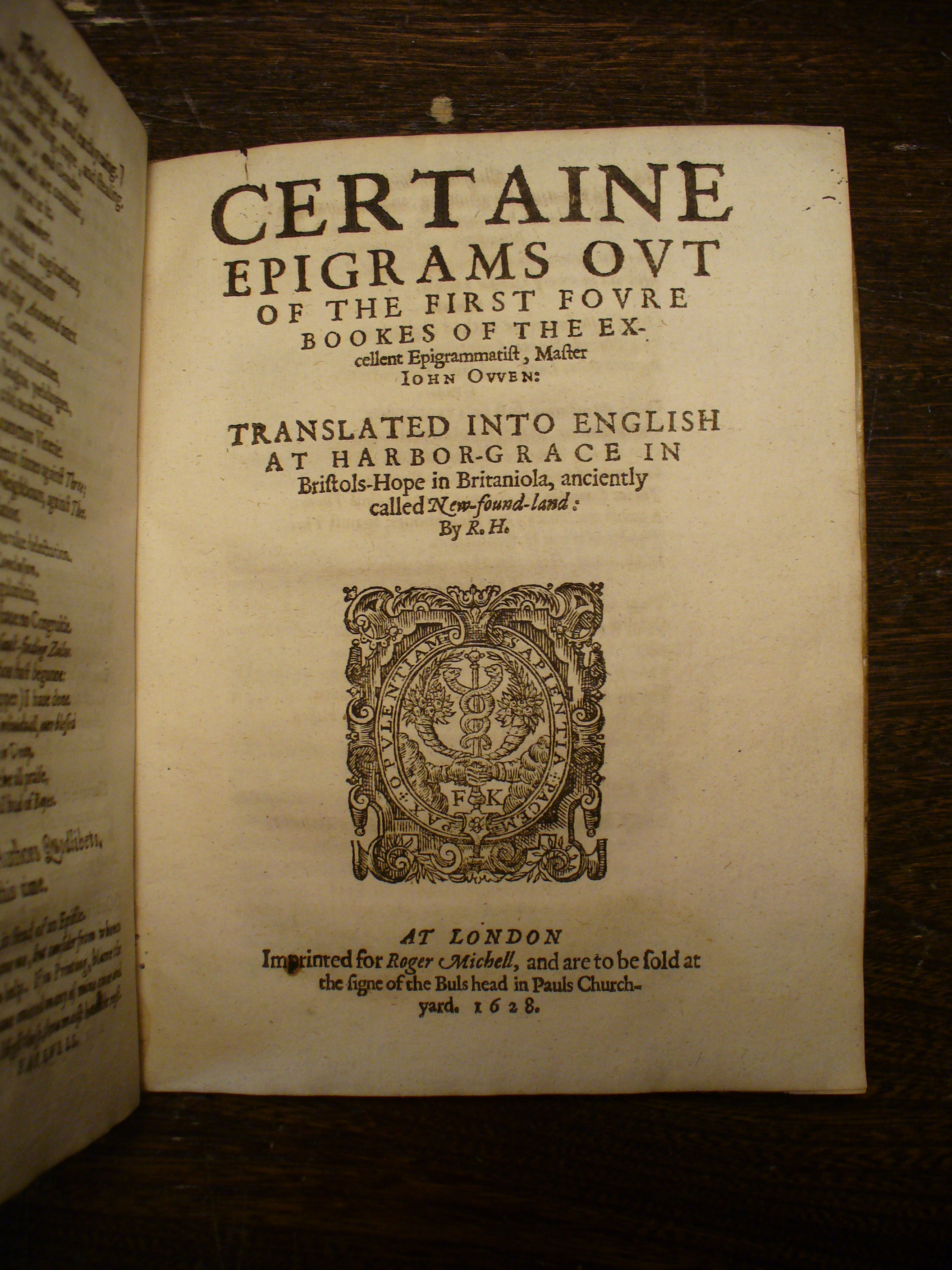
Kniha epigramů Quodlibets (1628) anglického kolonisty a básníka Roberta Haymana

Jiní badatelé, jako Frank J. Warnke nebo R. K. Britton, však interpretovali barokní důrazy právě opačně. Extrémně hyperbolické a pokřivené vyjadřování, jež mělo ohromit, podle nich patřilo ke strategiím didaktických, náboženských a filosofických textů, jejichž cílem bylo poučení a ovlivnění, nikoliv pouhá zábava, a množství čistě zábavní literatury naopak v období baroka pokleslo.

### Záliba ve spletitosti
Barokní texty se vyznačují zálibou ve vynalézavosti a složitosti, která díla činila po nezasvěceného mnohdy až nesrozumitelnými. Čtení a psaní poezie se do značné míry stalo rafinovanou, intelektuální zábavou – styly jako góngorismus či marinismus si cenily složité obraznosti a užívalo se komplikovaných metafor a alegorických prvků. Vtip byl ceněn rovněž v oblasti práce s jazykem: vznikaly anagramy, akrostichy, uplatňovala se zvukomalebnost textů a další strategie. Žánrem, ve kterém se myšlenková vynalézavost uplatňovala obzvláště silně, byl epigram, krátký básnický žánr postavený na rétoricky obratném a stručném nalézání nečekaných souvislostí. Nemuselo se nutně jednat o satirické texty, existovaly též epigramy moralizující nebo náboženské, důležité bylo pouze vyvolání údivu či ohromení nečekaným, avšak promyšleným propojením dvou prvků. Vzorem byl římský básník Marcus Valerius Martialis. Epigramy byly často skládány v latině a měly mezinárodní dosah – například texty skotského básníka Johna Owena značně ovlivnily německou epigramatiku.
Spletitost barokního myšlení se demonstrovala také v oblibě labyrintu jako obrazu světa. Gustav René Hocke uvádí, že motiv labyrintu, populární ve starověkém a středověkém myšlení, se znovu „explozivně“ vynořil v 16. a 17. století. Šlo nejen o labyrinty jako součást zahradní a jiné architektury, ale také o literární zpracování tohoto komplikovaného symbolu: z české literatury je známý Komenského Labyrint světa a ráj srdce (1631), podobně laděné texty však vznikaly po celé Evropě. Baltasar Gracián využil obraz matoucího labyrintu plného falešných, nikam nevedoucích bran ve svém alegorickém románu Kritikon (1651–1657) a barokní próza jako taková bývá někdy charakterizována jako „labyrintická“.

## Zkoumání barokní literatury
Až do první světové války bylo baroko chápáno českými literárními historiky, v souladu s obrozenským naladěním, jako období „temna“, spojené s literárním a intelektuálním úpadkem, z uměleckého hlediska málo zajímavé. Teprve v období první republiky došlo k přehodnocení jednoznačného odsouzení a k novému docenění barokní estetiky a tvorby, mimo jiné pod vlivem snah o obranu pobělohorského období ze strany katolické inteligence. Po roce 1948 však bylo zkoumání barokní literatury opět na dlouhou dobu potlačeno a k déletrvajícímu oživení došlo až po roce 1989. Povahou a vymezením baroka se v rámci moderní české literární vědy zabývali především Václav Černý a Zdeněk Kalista. Jako vykladači a kritikové barokních textů se uplatnili také František Xaver Šalda, Arne Novák, Herbert Cysarz, Antonín Škarka, Josef Válka, Zdeněk Rotrekl a Alexandr Stich. K důležitým editorům výborů barokních textů lze zařadit zejména Josefa Vašicu a Viléma Bitnara.
Také němečtí badatelé se k baroknímu písemnictví dlouho stavěli velmi skepticky – v 18. století estetik a historik umění Johann Winckelmann postavil do kontrastu nádhernou antickou prostotu na jedné straně a vyumělkovanou, dekadentní marinistickou tvorbu na straně druhé. Také v německém romantickém pojetí vycházejícím z Herderových tezí bylo baroko odsuzováno – jakožto fenomén spojený s dvorskou kulturou, univerzitním intelektuálstvím, a především jako cizorodý (francouzský, španělský) prvek v organismu německého písemnictví. 19. století pak přidalo fascinaci renesančními díly, která byla, zejména Jacobem Burckhardtem, chápána jako antiteze barokního tvoření. Teprve ve 20. století začalo být baroko znovu oceňováno a ve 30. letech se karta dokonce dočasně zcela obrátila. V souladu s představou historie jako vývoje, kdy je slabší vytlačováno silnějším, bylo národními socialisty vnímáno baroko jako silné, germánské a mužné hnutí, přirozeně překonávající ne-germánskou, slabošskou renesanci. Na konci 20. století začala být literatura 17. století v Německu zkoumána jako složitý, obtížně zobecnitelný fenomén, jen s obtížemi vystihnutelný výrazem „baroko“. Část německých badatelů začala baroko chápat především jako hnutí vybraných autorů, od Martina Opitze k Christianu Weiseovi, spojených se snahami o literární a jazykové reformy; jiná část badatelů označení zcela zavrhla a volí méně problematický popis „literatura 17. století“.

## Barokní literatura v jednotlivých zemích

### Česko
V české literatuře se barokní tendence začínají naplno projevovat po bitvě na Bílé hoře (1620), v souvislosti s rekatolizací a emigrací nekatolické inteligence. Václav Černý české baroko rozdělil na předbarokní generaci (protobaroko), čtyři barokní generace v letech 1620 až 1740 a takzvané baroko po baroku. K předbarokní generaci (před rokem 1620) se řadí renesanční a humanističtí spisovatelé, kteří baroko připravovali (například Karel starší ze Žerotína, 1564–1636), jakož i raná tvorba jezuitského řádu v českých zemích. Nejvýznamnějším katolickým tvůrcem první barokní generace (1620–1650) byl Adam Michna z Otradovic (1600–1676), autor kancionálů Česká mariánská muzika (1647), Loutna česká (1653) a Svatoroční muzika (1661). Svou písňovou tvorbou navazoval na domácí gotickou tradici, zejména františkánskou, tvořil ale dobově velmi moderní evropskou lyriku španělsko-karmelitánského ražení – české zvykosloví se pak nadlouho ocitlo pod vlivem jeho sladké „jezulátkovské“ mystiky. Mezi protestantskými exulanty pak vynikl myslitel Jan Amos Komenský (1592–1670), známý coby autor pedagogických, filosofických a nábožensky hloubavých spisů jako Labyrint světa a ráj srdce (1631). V pobělohorském vyhnanství psali rovněž historikové jako Pavel Stránský ze Záp (1583–1657) nebo Pavel Skála ze Zhoře (asi 1583 – po roce 1640).

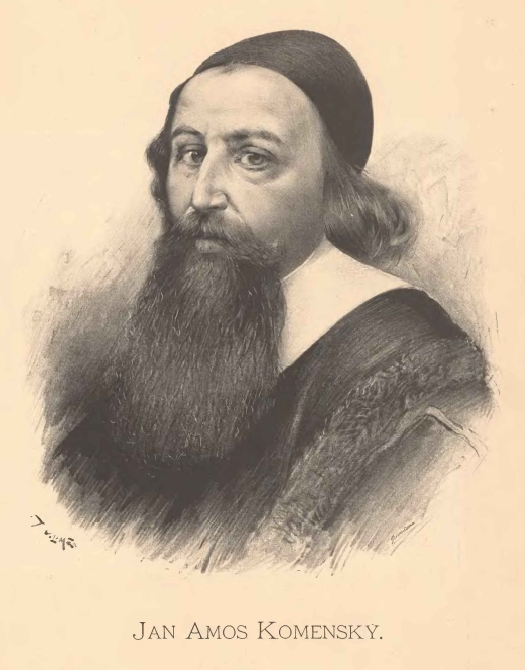
Jan Amos Komenský, představitel české exilové barokní literatury

Druhá barokní generaci (1650–1680) je označovaná za jezuitskou, reprezentuje ji v první řadě historiograf Bohuslav Balbín (1621–1688) a jeho družina. K ní patřil například Balbínův spolupracovník Matěj Václav Šteyer (1630–1692), činný jako básník, překladatel a puristický jazykovědec, jeden z mnoha představitelů snah o jazykovou kultivaci, které v tomto období kvetly. Neobyčejně se rozvíjela také hagiografie, na síle nabíral obzvláště kult Jana Nepomuckého, dosud nekanonizovaného. Vedle Michny, který byl činný i v této době, působili v oblasti kancionálové produkce též básníci Bedřich Bridel (1619–1680), jinak známý jako autor básně Co Bůh? Člověk? (1659), a Felix Kadlinský (1613–1675), jenž přeložil původně Speeovu německou sbírku jako Zdoroslavíček (1665). Kancionály postupně směřovaly k vytváření rozsáhlých kolektivních souborů, nejznámějším z nich je Šteyerův Kancionál český (1683). V této generaci začal též vznikat nový jezuitský překlad bible, Bible svatováclavská – roku 1677 byl vydán překlad Nového zákona.

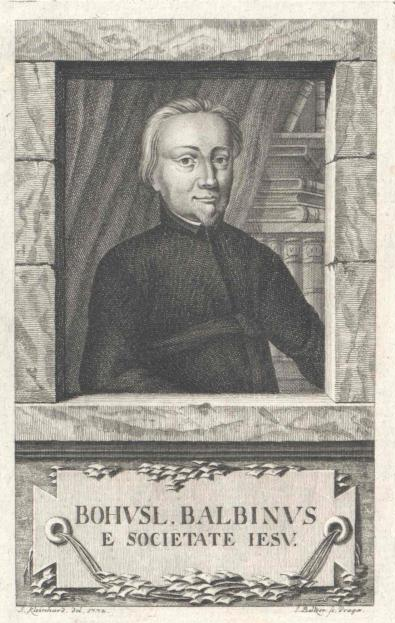
Jezuitský učenec Bohuslav Balbín, přední český barokní historik a obhájce českého jazyka

Třetí barokní generace (1680–1710) je oproti předchozím méně energická. Z básníků duchovní lyriky dosáhli významu Václav Karel Holan Rovenský (1644–1718), činný též jako varhaník a kapelník, a Jan Josef Božan (1644–1716). K nejdůležitějším tématům patří v tomto období kromě ježíškovské a mariánské sladkosti také drastické a senzuální obrazy životní marnosti a smrti, téma pozdější literární kritikou často odsuzované a považované za dekadentní. Na balbínovskou historiografii navázal Jan František Beckovský (1658–1725) a další, šlo ovšem o texty spíše konzervativní a méně průbojné. Ve stejném duchu se neslo rovněž sběratelství ústně tradované tvorby, kterému se věnoval například Evermod Jiří Košetický (1639–1700). Z náboženské literatury stály na počátku 17. století na vrcholu modlitební knihy a sbírky kázání a postil – oblíbenou byla složitá a obrazově bohatá tvorba Daniela Ignatia Nitsche (1651–1709) nebo Bohumíra Josefa Hynka Bilovského (1659–1725).
Čtvrté barokní generace (1710–1740) vévodí lidová tvorba, jinak se jedná o nepřerušené pokračování tradice – na balbínovský typ dějepisectví především farář Jan Jiří Středovský (1679–1713). Neobyčejně početným zůstává zástup kazatelů, kromě jezuitských tvůrců často svá díla vydávali též příslušníci jiných řádů. Neblaze proslulé jméno získal jezuitský cenzor Antonín Koniáš (1691–1760), činný však též jako básník. Po roce 1740 nastává v českém prostředí období „baroka po baroku“ – převládá lidová a pololidová tvorba (jako kramářské písně), v menší míře doznívá barokní tvorba historiografická (Magnoald Ziegelbauer, 1688–1750) a homiletická (Josef Bonaventura Piter, 1708–1764). Celkově však byla v tomto mezidobí česká literatura málo plodná a teprve po roce 1780 se obrodila osvícenskými impulzy.
Jako „jediný český barokní román“ bývá někdy[kým?] označováno dílo původem nečeské, a sice překlad Velikého života německého kapucína Martina z Kochemu.

### Itálie
V italské literatuře bylo baroko tradičně ohraničováno smrtí Torquata Tassa (1595), znamenající konec manýrismu, a založením literární akademie Arcadia (1690), se kterou začalo rokoko. Literární historikové se této části dějin italské literatury dlouho věnovali nejméně, neboť byla považována za nejúpadkovější. Kromě údajné umělosti a „neupřímnosti“ vyvolávala zejména mezi romantiky odpor i samotná doba vzniku – 17. století (seicento) bylo spojováno s politickou i kulturní nesamostatností pod španělskou nadvládou. Jiří Pelán uvedl, že jako první a klíčovou osobnost italského baroka by měl být z komparatistického pohledu přijímán již samotný Tasso, obvykle chápaný jako reprezentant závěrečné fáze renesance nebo představitel manýrismu. Teprve v kontextu Tassovy tvorby, zejména jeho nábožensko-hrdinské epopeje Osvobozený Jeruzalém (1580), je podle Pelána možné uchopit vnitřní dynamiku italského baroka. Ta je založena na marinistickém přetvoření tassovského odkazu tím, že byla potlačena síla jeho obsahu (svár pravdy a bludu, mravního kladu a záporu, touhy a povinnosti) a nahrazena vynalézavou hrou s formou. Tassovy mučivě erotické a tělesné důrazy se například proměnily v galantní milostná dobrodružství.

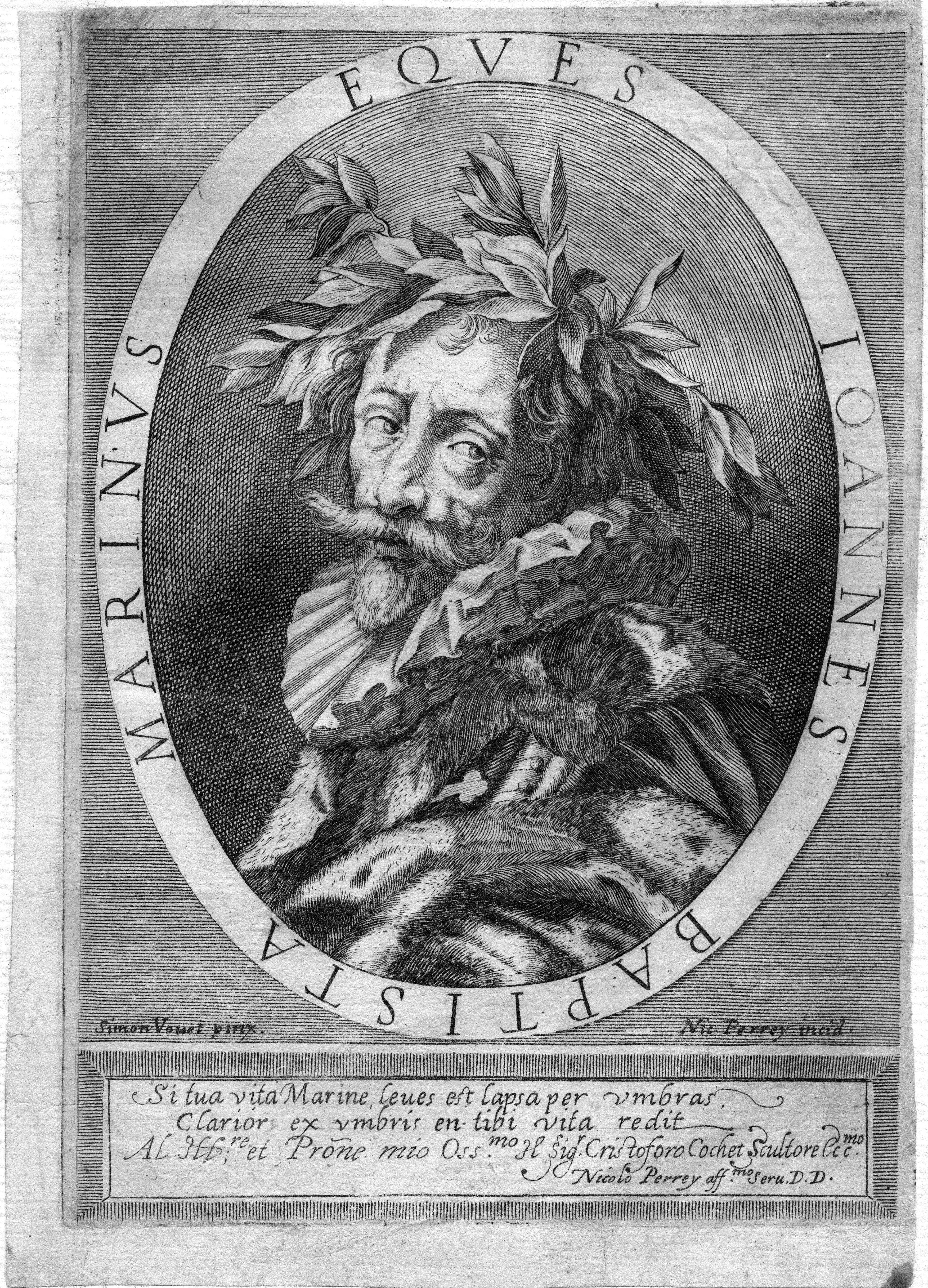
Giambattista Marino, nejvlivnější italský básník 17. století

Italská barokní kultura 17. století byla určována především marinismem. Ten vycházel z díla básníka Giambattisty Marina (1569–1625) a desítek jeho epigonů, píšících složitou a vyumělkovanou poezii. Nejnapodobovanějším dílem se stal Marinův Adonis (1623), vzor vytříbenosti a preciznosti. Poetické i prozaické texty tohoto období byly proto často spíše řečnickými cvičeními. Italské baroko však zplodilo i originální tvůrce. Patřil k nim básník Gabriello Chiabrera (1552–1638), v mládí ovlivněný jak antickou tradicí, tak francouzským stylem Pierra de Ronsard a skupiny Plejáda. Umně napodoboval formy starověkých vzorů (Pindaros, Anakreón, Alkaios, Horatius), spojoval je však se strofickými a metrickými inovacemi a zaměřoval se na muzikální kvalitu veršů. Značně tím ovlivnil některé z oblíbených dobových hudebních žánrů, například canzonettu nebo madrigal. Chiabrerovi následovníci Antonio Muscettola (1628–1679) a Francesco Lemene (1634–1704) později jeho typ anakreontské poezie spojili s galantními motivy, a předznamenali tak rokokový vkus akademie Arcadia.

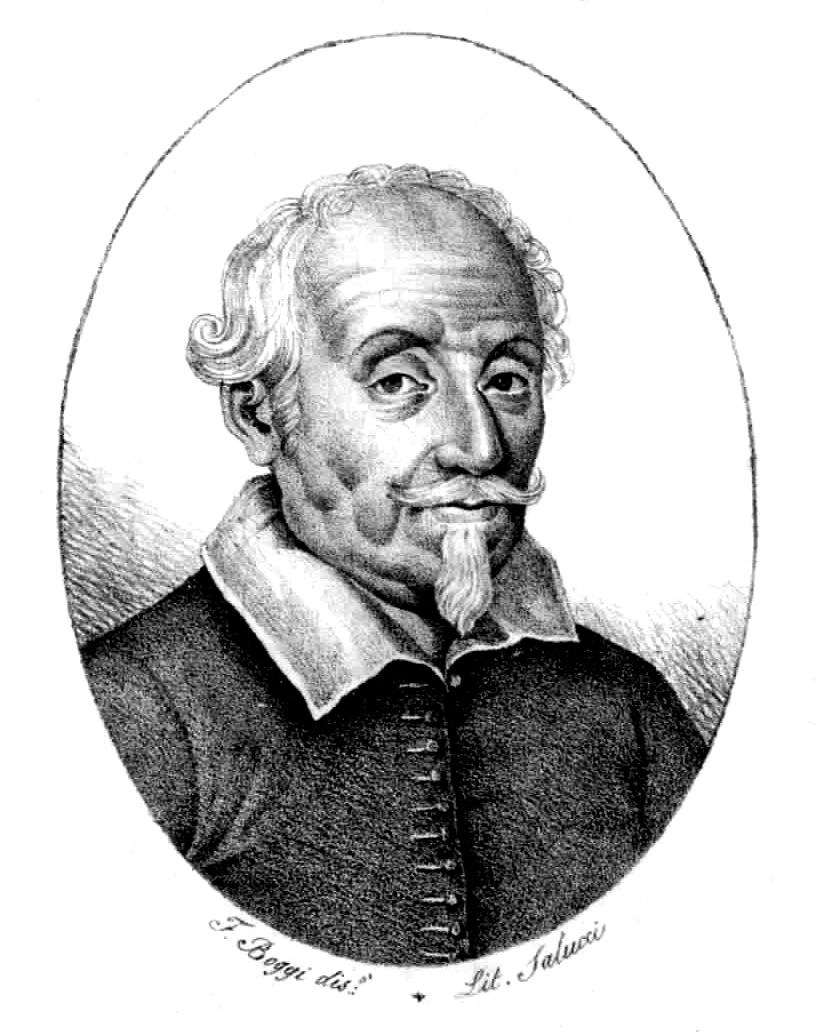
Alessandro Tassoni, autor často napodobovaného heroikomického Uloupeného kbelíku (1622)

Proti marinismu s jeho rozmáchlým stylem a extravagantními metaforami se stavěla část „klasicizujících“ básníků, kteří prosazovali nápodobu antických literárních vzorů a marinistickou rozpustilost nahrazovali moralizujícím a patriotickým patosem. Takovým tvůrcem byl diplomat Fulvio Testi (1593–1646), autor anonymního Pianto d'ltalia (Žalozpěvu Itálie), v němž tepal úpadek země pod španělskou nadvládou. Ve druhé polovině 17. století pak psali Vincenzo da Filicaia (1642–1707) a Alessandro Guidi (1650–1712). Přestože však odsuzovali přemrštěnost marinistických básní, sami využívali značnou míru patosu a až teatrální rétoriku.
Významnou roli hrála také humorná díla. Největším jménem italské barokní satiry byl neapolský básník Salvator Rosa (1615–1673), ještě hojněji však satirická tvorba v Toskánsku, kde působil Giovanni Battista Ricciardi (1623–86) a další básníci. Dříve velmi populární hrdinská a rytířská epická poezie byla parodována směšnohrdinskou tvorbou. Prvním významným představitelem se stal Alessandro Tassoni (1565–1635), jehož La secchia rapita (Uloupený kbelík) se stal žánrovým vzorem. Mezi Tassoniho následovníky lze počítat Francesca Braccioliniho (1566–1645), který zesměšňoval mytologická témata, nebo Carla de' Dottori (1618–68), který se kromě parodického zpracování sporů mezi italskými městy stal i autorem jedné z nejvýznamnějších divadelních her v seicentu, tragédie Aristodemo. Za nejnadanějšího autora tragédií však bývá označován Federico Delia Valle (asi 1560–1628), skladatel biblických a dvorských dramat. Rovněž komedie byla po polovině století oživena impulsy ze španělských komedií romantických intrik – do italské tvorby je uvedl zejména Iacopo Cicognini (1577–1633). Doba mezi lety 1570 a 1630 byla v neposlední řadě zlatým obdobím commedie dell'arte, napůl improvizované komedie vyznačující se značnou energií až obscenitou. Ve druhé polovině století získaly italské herecké společnosti commedie dell'arte úspěch i jinde v Evropě, především ve Francii, v samotné Itálii však začala vitalita žánru v této době již upadat.
V oblasti prózy je italské baroko spojeno s prudkým rozvojem románu, byť se produkce tohoto nového žánru po jeho značném úspěchu v 60. letech 17. století téměř zastavila. Jako prototypická díla tohoto žánru plného milostných a válečných dobrodružství lze uvést Assarinův (1602–1672) román Stratonica (1635) či Morandův (1589–1656) román La Rosalinda (1650). Sladký milostný život až libertinského ražení popisoval Girolamo Brusoni (1614–86). Existovaly však též romány zbožné a moralizující, autorem takových děl byl například Anton Giulio Brignole-Sale (1605–1662). I nadále se pokračovalo v psaní a shromažďování boccacciovských novel – v Janově takto působil Anton Giulio Brignole Sale (1605–1665), v Benátkách Giovanni Sagredo (1617–82). Giambattista Basile (1575–1632) sebral první italskou pohádkovou sbírku (Pentameron aneb Pohádka pohádek, vydán posmrtně mezi lety 1634 a 1636). Oblíbený byl rovněž žánr cestopisu. Florentský obchodník Francesco Carletti (asi 1573–1636) vydal své zápisky z patnáctileté cesty kolem světa, zatímco Pietro Delia Valle (1586-1652) zachytil putování po Blízkém Východě a Indii v dopisech. Své memoáry publikovali četní významní členové dobového kulturního života: kromě jiných básník Gabriello Chiabrera, dramatik Carlo de' Dottori či kardinál a historik Guido Bentivoglio (1577–1644).

### Španělsko
Španělské baroko je spojeno především s neobyčejným rozkvětem dramatu. Na hranici renesance a baroka stojí Lope de Vega, autor více než dvou tisíc dramat, oblibu získal především Ovčí pramen (1619). K Lopeově škole se řadí také Tirso de Molina. Nejproslulejším dobovým španělským dramatikem se však stal Pedro Calderón de la Barca, intelektuálně založený tvůrce milostných komedií, krvavých dramat pohaněné cti a her zkoumajících duchovní a mravní zákonitostí lidských osudů. Napsal dramata jako Znamení kříže (asi 1625), Život je sen (1635) nebo Lékař své cti (1637). Také on dal vzniknout celému dramatickému směru, Calderónově škole.

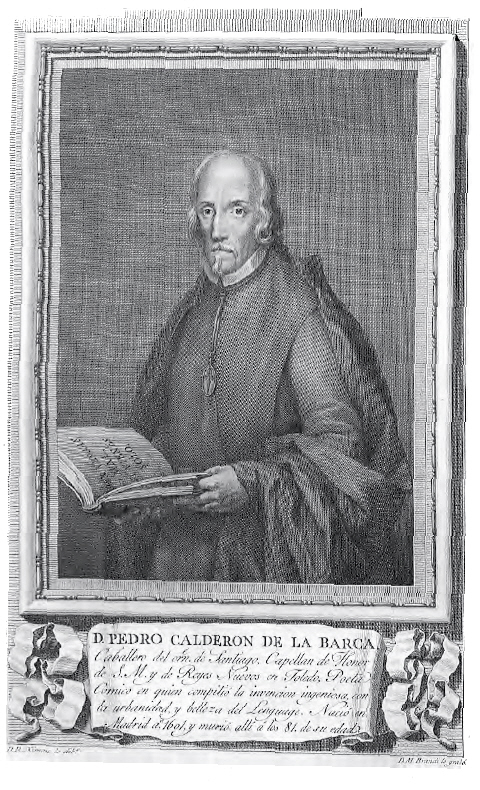
Pedro Calderón de la Barca, významný španělský barokní dramatik

Úspěch Dona Quijota na počátku 17. století vedl k dalšímu rozvoji románové prózy. Na místě nejpopulárnějšího žánru byly však rytířské romány, oblíbené v 16. století, vystřídány pikareskními romány. Juan de Luna (asi 1575 – asi 1635) vydal pokračování anonymního, avšak neobyčejně vlivného díla Lazarillo z Tormesu (1554) a pikareskní texty, předkládané coby fiktivní autobiografie, tvořil též Alonso de Castillo Solórzano (asi 1584–1647) a mnozí další. Nejúspěšnějším prozaikem 17. století však byla novelistka María Zayas (1590 – asi 1647), autorka sbírek Milostné a příkladné novely (1637) a Milostná zklamání (1647). Ve svém psaní se inspirovala Boccacciovými a Saavedrovými novelami, žánr však dokázala přizpůsobit požadavkům doby. V textech tematizovala dobové postavení žen a hojně využívala prvků nebezpečí, tajemna, děsu a dalších bezmála „gotických“ postupů.
Nejvýznamnějším španělským barokním básníkem je Luis de Góngora y Argote (1561–1627), spojující silnou citovost s neobyčejnou schopností vynalézavé básnické konstrukce pohybující se na hranici srozumitelnosti. Jeho poezie získala značné množství napodobitelů, což vedlo k vzestupu góngorismu. Góngora měl kromě značného počtu obdivovatelů také množství nepřátel – jeho styl poezie byl jimi označován za přespříliš ornamentální a inspirovaný italskou tvorbou. Z těchto výhrad vzešlo označení „kulteranismus“, pro góngorismus někdy používané. Ozývá se v něm jak výraz „culto“ (kultivovaný), tak „luterano“ (luteránský) – úmyslem bylo označit umělecké soky za cizácké a kacířské. Konkurenčním směrem byl pak konceptismus, založený naopak na rafinovaných poetických hrách s myšlenkou a jejím originálním vypointování. Jeho tvůrcem a čelným představitelem se stal Francisco de Quevedo (1580–1645). De Quevado se nejsilněji odvolával na verše teologa a básníka Luise de León (1527/1528–1591) jako na vzor čistoty a srozumitelnosti. Oba směry, góngorismus i konceptismus, se však lišily především svým teoretickým zakotvením a sebeprezentací, zatímco v samotné tvorbě se objevovaly společné prvky.

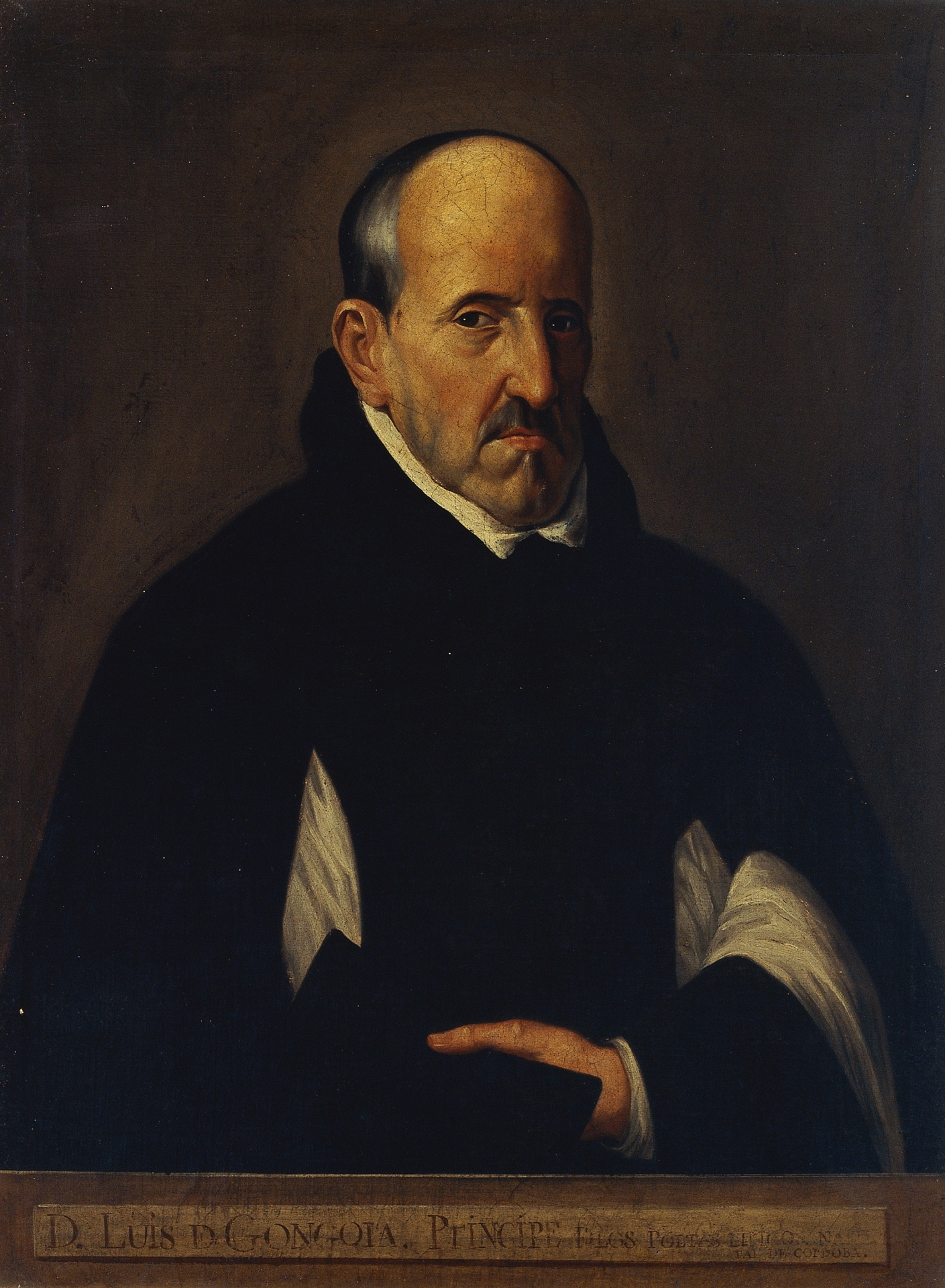
Obdivovaný i zatracovaný Luis de Góngora y Argote, španělský autor složité, zdobné poezie

Myšlenky konceptismu ovlivnily též homiletiku. Konceptuální kázání, postavené kolem nové, překvapivě odhalené hluboké myšlenky, ostrovtipně vyjádřené a potvrzené výrokem autority, se rozšířilo po celé Evropě. Teoreticky tento způsob kázání popsali Emanuele Tesauro (1592–1675) a Baltasar Gracián (1601–1658). Kultura spjatá s katolicismem však nebyla vyhrazena pouze pro bohoslužby. V barokní éře pokračovalo také zlaté období náboženské literatury, jež ve Španělsku trvalo již od 16. století. Podle knižních seznamů, které zkompiloval bibliograf Nicolás Antonio (1617–1684), se ukazuje, že mezi lety 1500 a 1670 bylo ve Španělsku vydáno 5835 náboženských děl a 5450 knih, které se náboženství netýkaly. Obzvláštní pozornost byla věnována Panně Marii, a to v návaznosti na teologické práce Francisca Suaréze z konce 16. století. Mariologické práce psal například jezuita Alonso Andrada (1590–1672) nebo františkánská mystička María de Jesús de Ágreda (1602–1665), autorka obsáhlého mariánského životopisu Mystické město boží.
Vůči náboženské tvorbě tvořili do jisté míry protiklad pragmaticky a sekulárně orientovaní autoři, inspirovaní skeptickým hnutím tacitismu. To vycházelo z prací starověkého římského historika Cornelia Tacita a ve Španělsku je již na konci 16. století zpopularizoval belgický humanista Justus Lipsius (1547–1606). Z tacitovských textů si tento okruh tvůrců vzal v první řadě důraz na nepředvídatelnost společnosti, k níž je nutné přistupovat prozíravě a s nedůvěrou k obecně platným pravidlům. Ve svých textech se pak pokoušeli popsat vlastnosti ideálního dvořana a opatrného státníka. To je případ diplomata Diega Saavedry Fajarda (1584–1648), autora sbírky emblémů Empresas políticas (1640), ale i jezuity Baltasara Graciána, který ve svém díle Příruční orákulum a umění moudrosti (1647) popsal ve třech stovkách aforismů rady, jak uspět díky působení na ostatní, odhadováním jejich záměrů a důsledným využíváním příležitostí.

### Německo
Hans Jakob Christoffel von Grimmelshausen, nejvýznamnější prozaik německé barokní literatury, využil ve svých textech osobní zážitky z třicetileté války. Jeho nejslavnějším dílem je Dobrodružný Simplicius Simplicissimus (1668), lidově laděný román s pikareskními a nevybíravě satirickými prvky. K oblíbeným žánrům patřil též bukolický román inspirovaný španělskými, anglickými a francouzskými texty 16. století. Prvním úspěšným německým dílem tohoto typu byl román Amoena a Amandus (1632), po něm přišli četní následovníci, například dvoudílný román Die Kunst- und Tugend-gezierte Macarie („Macarie ozdobená uměním a ctností“, 1669 a 1673), dílo norimberských manželů Heinricha Arnolda Stockfletha (1643—1708) a Marie Kathariny Hedenové (asi 1633-1692). Francouzskými milostnými dvorskými romány se inspiroval jejich překladatel Philipp von Zesen (1618–1689), autor díla Die Adriatische Rosemund („Jadranská Rosemunda“, 1647) o nešťastné lásce německého protestanta a benátské katoličky. Svět dvorských zápletek popsal v rozsáhlých románech Die Durchleuchtigen Syrerinn Aramena („Vznešená syrská paní Aramena“, 1669 až 1673) a Octavia Römische Geschichte („Římský příběh Octavie“, vycházel v letech 1677 až 1712) též vévoda Anton Ulrich Brunšvicko-Wolfenbüttelský (1633–1714). Směrem k osvícenské sekularizaci 18. století pak vykročily politické romány Johanna Beera, původem rakouského hudebníka, píšícího v grimmelshausenovském stylu o společenském vzestupu. Christian Friedrich Hunold (1681–1722) pak šel ještě dále, když pod pseudonymem Menantes vydával zábavné a erotické romány z prostředí aristokracie a luxusu.

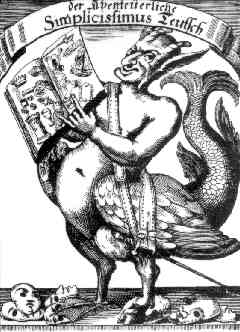
Frontispis barokního románu Dobrodružný Simplicius Simplicissimus (1668)

Základy německé barokní poezie položili protestantský básník Georg Rodolf Weckherlin (1584–1653) a katolický autor mystických veršů Friedrich von Spee (1591–1635). Weckerlinova poezie byla inspirována a jako první vnesla do německého básnictví ambiciózní snahy o moderní milostnou a dvorskou poezii v národním jazyce, byť z hlediska prozódického značně inspirovanou francouzskými vzory. Friedrich von Spee pak proslul především svou sbírkou Trutz-Nachtigal („Zdoroslavíček“, 1649), která obsahovala 52 mystických eklog zachycujících lásku duše (nevěsty) k Ježíši (ženichovi). Nejvlivnějším z raných tvůrců byl však Martin Opitz, na jehož Knížce o německém básnictví (1624) formálně a metricky stavěla celá německá barokní poezie. Navazovala na něj zejména slezská básnická škola, jejímž patrně nejslavnějším představitelem je Angelus Silesius (vlastním jménem Johannes Scheffler, 1624–1677).

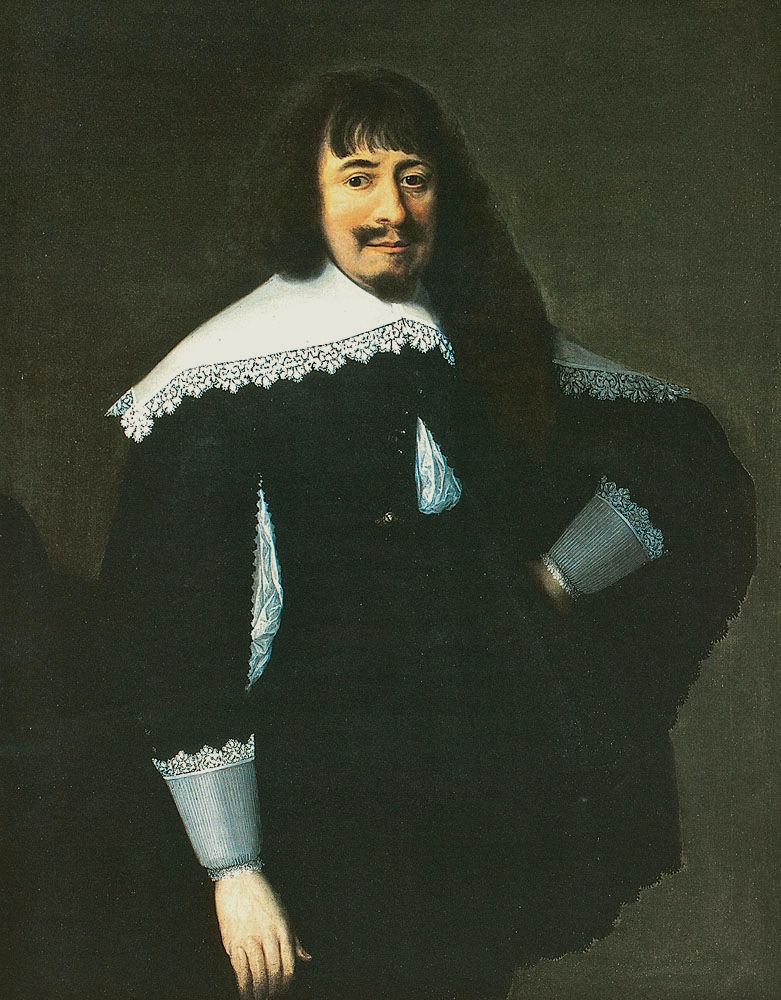
Básník a duchovní otec slezské básnické školy Martin Opitz na portrétu Bartolomäa Strobela

Podobně jako jiné národní literatury, také německé prostředí dalo vzniknout obsáhlé epigramatice zaměřené na jiskřivé paradoxy a slovní hry. Náboženské epigramy tvořil Abraham von Franckenberg (1593–1652), inspirovaný mystikem a filosofem Jakobem Böhmem (1575–1624), a jeho následovník Johann Theodor von Tschesch (1595–1649), na ně pak navázali Daniel Czepko von Reigersfeld (1605–1660) a Angelus Silesius. Pozdní baroko v německé poezii reprezentuje druhá německo-slezská poetická škola, pod niž spadají básníci jako Daniel Casper von Lohenstein (1635–1683) nebo Christian Hoffmann von Hoffmannswaldau (1616–1679). Vyznačuje se zjemnělou oduševnělostí a dekorativností. Za největšího z německých básníků a dramatiků 17. století je nicméně považován Andreas Gryphius(1616–1664). V jeho básnickém díle se objevují motivy zániku a rozkladu – pouze prostřednictvím hrůzostrašných obrazů mrtvých se člověk může poučit o životě a věčnosti, jak Gryphius ukázal například v básni Myšlenky o krchovu, místě odpočinku zesnulých (1657).
V oblasti divadla převažovaly v první polovině 17. století zahraniční hry. Klíčovou roli hrály anglické herecké společnosti, které cestovaly po německých oblastech a předváděly kusy z alžbětinského divadla. Posledním velkým impresáriem byl George Jolly (před rokem 1640 – 1673). Po přelomu století nahradili anglické herce němečtí, nejvýznamnějším se stal Johannes Velten (1640–1692), přičemž se hrála především dramata francouzská a španělská – do německé kultury vstoupili Pierre Corneille a Pedro Calderón de la Barca. Nemalou roli ovšem hrála také jezuitská latinská tvorba, často anonymní a pro svou hudebnost blízká oratoriím. U úspěšnějších jezuitských dramatiků je ovšem autorství známo – k takovým patří kupříkladu Jakob Balde (1604–1668), Georg Bernhardt (1595–1660), a především Nicolaus Avancini (1611–1686), autor her zkoumajících otázky moci a tyranie (Xerxes), analyzujících postavení manželství (Susanna) nebo oslavujících habsburské císaře a rod (Pax Imperii). Ve Slezsku patřili k úspěšným německým dramatikům Andreas Gryphius, Daniel Casper von Lohenstein (1635–1683), jenž ve svých hrách studoval konflikty mezi vášní a citem či mezi politickými záměry a morálkou, a Johann Christian Hallman (asi 1640 – po roce 1704), který, ač z Lohensteina v mnohém vycházel, volil za hrdinky svých tragédií (jako Mariamne) pasivní ženy, podléhající brutalitě a intrikářskému zlu.

### Anglie
Britští badatelé dříve zahrnovali anglickou literaturu první poloviny 17. století do klasicismu nebo užívali označení „pozdní renesance“, s tím, že renesance končila teprve Bunyanovým alegorickým románem Poutníkova cesta (1678). Ani moderní anglická literární věda však koncept baroka plně nepřijala. Hovoří-li se v anglickém kontextu o baroku, pak téměř vždy jen v souvislosti s takzvanými metafyzickými básníky, k nimž se řadí Abraham Cowley (1618–1667), Andre Marvell (1621–1678), a především John Donne (1572–1631). Za nejbaroknějšího z anglických metafyziků je považován Richard Crashaw (asi 1613–1649). Vysoce zdobným stylem psal latinské epigramy (Epigrammaticum Sacrorum Liber, 1634) a vyhroceně náboženské básně inspirované sv. Terezou, sám pak ke katolicismu konvertoval. Na rozdíl od autorů jako John Donne či George Herbert (1593–1633) se Crashaw nesoustředil na pochybnosti a úzkosti vlastního nitra, jeho poezie svou emocionální intenzitou a extatickou zbožností daleko více odpovídá kontinentální (zejména španělské) tvorbě.

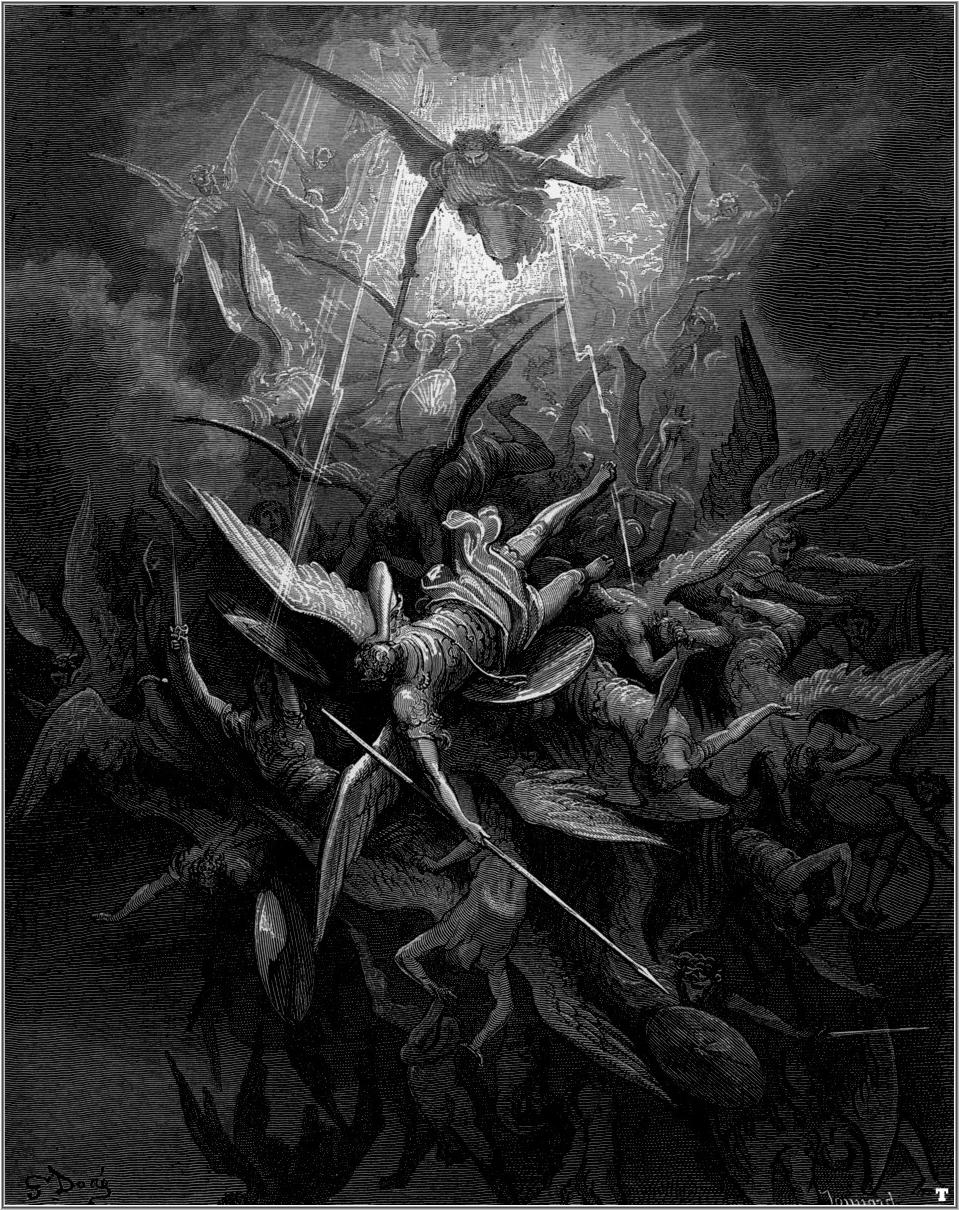
Satanův pád v Miltonově Ztraceném ráji, Dorého ilustrace z 19. století

Anglické baroko je rovněž spojeno s výraznějším prosazováním ženami psané tvorby. Lady Mary Wrothová (1587–1653) se do barokních kontextů nejvýrazněji zapojila dílem Uranie hraběnky z Montgomery (The Countess of Montgomery's Urania, první svazek 1621). Po polovině století potom působily dvě významné básnířky, označované za reprezentantky „nového racionalismu“. Margaret Cavendishová (1623–1673) ve svých filosofických a abstraktních verších zpracovávala témata vědecká a atomistická a Katherine Philipsová (1631/1632–1664) psala básnické texty, jež se k abstrakci vztahují přes platonismus; obě básnířky přitom pracovaly s barokní metaforikou a otevřeností vůči metafyzice. Cavendishová společně s Aphra Behnová (1640–1689), autorkou jednoho z prvních anglických románů, Oroonoko (1688), představuje vyzrálé vrcholné baroko na cestě k osvícenství.

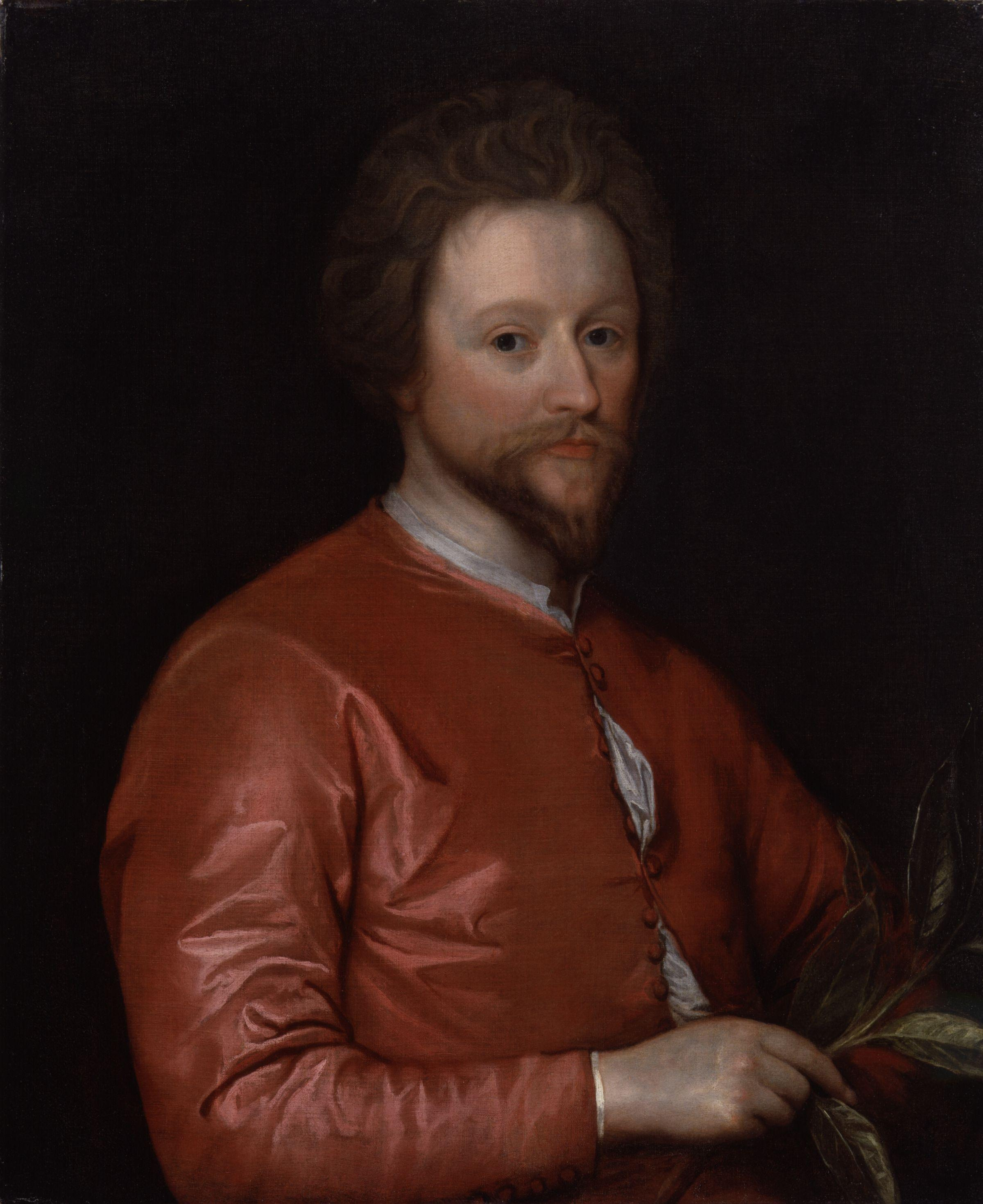
John Fletcher, vnímaný jako jeden z prvních představitelů barokního směřování v anglickém dramatu

K barokní literatuře bývá někdy zařazován také John Milton, známý jako autor duchovního eposu Ztracený ráj (1667), rozsáhlé skladby tematizující svobodnou vůli, hřích a mravní zápas člověka se zlem. Václav Černý nazývá Miltona představitelem atletického a militantního baroka. Verše Ztraceného ráje se vyznačují typicky barokní opulentní nádherou při popisu pompézní moci Satanových vojsk, důrazem na působivou rétoriku při jeho proslovech k padlým andělům a lyrickým erotismem v obrazech Adama a Evy.
Také v dramatu je situace podobná. Většina 17. století je vnímána jako „novoklasicistní“, druhá polovina století je pak někdy označována za věk restauračního divadla (s odkazem na restauraci Stuartovců v roce 1660). Označení vybraných děl či jejich prvků za barokní se nicméně někdy objevuje – na samém počátku této éry stojí William Shakespeare (1564–1616). Především komplexní jazyk jeho her, užívající prvků autoreference a mise en abyme, bývá spojován s duchem baroka. Jiní autoři za počátek anglického divadelního baroka považují citově vypjaté, sofistikované a spletité tragikomedie Johna Fletchera (1579–1625) publikované na počátku vlády Jakuba I., například Philaster (1609) a Králem být a nebýt (A King and No King, 1611). Obě jmenovaná díla napsal Fletcher ve spolupráci s Francisem Beaumontem (1584–1616) Druhou polovinu století pak ovlivnil básník a dramatik John Dryden (1631–1700) do té míry, že byla dříve v anglické literární historii označována přímo za „Drydenův věk“.

### Francie
Podobně jako v Anglii, také ve Francii nebyl koncept baroka v literatuře dlouho přijímán. Do francouzského prostředí pronikly již v 16. století italské klasicistní impulsy a na počátku 17. století ještě posílily pod vlivem prosazované jazykové standardizace – pod ty se na počátku 17. století podepsaly teze Françoise de Malherbe (1555–1628) a posléze působení nově založené Francouzské akademie (1634). I přes některé rozdíly však mělo francouzské baroko s francouzským klasicismem četné styčné body. Některá díla mohou být proto vnímána jako spojená s jedním i druhým směřováním – to je i případ některých z nejvýznamnějších textů 17. století, například Corneillovy tragikomedie Le Cid (1636), pro svou barokní nepravděpodobnost odsouzené Francouzskou akademií, nebo románu Kněžna de Clèves (La Princesse de Clèves, 1678), sepsaného Marií-Madeleine de La Fayette a pojednávajícího o důsledcích dvorských intrik.

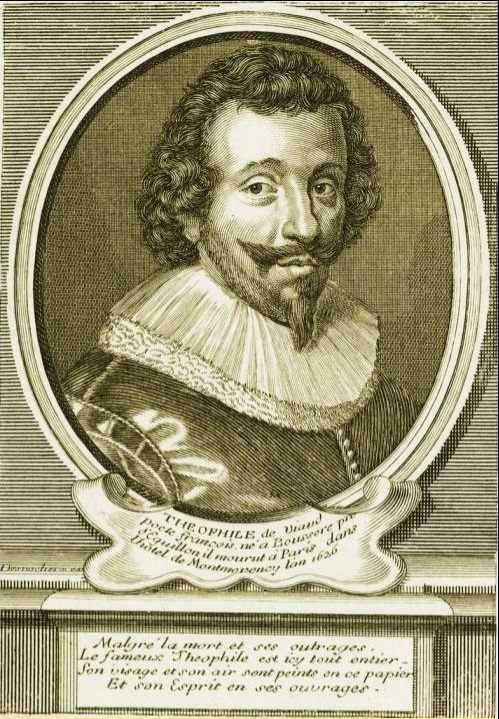
Tváří francouzské libertinského baroka je Théophile de Viau, pronásledovaný a vězněný za svůj neortodoxní životní styl a vydávání pobuřujících básní

Přísné klasicistní požadavky jasného a patřičného stylu, které zavrhovaly z literárního jazyka vše zastaralé, nářeční a nepravidelné, již od počátku 17. století potlačovaly barokní tendence k pompéznímu ohromování smyslů. Ty se však v písemnictví načas uhnízdily mimo jiné pod vlivem hrůz a převratů v období náboženských válek (1565–1598) a s nimi souvisejícím rozvojem vypjatého náboženského cítění. Příkladem takové tvorby mohou být básně Jeana de La Ceppède (asi 1550–1623) vydané v letech 1613–1622 jako Théorèmes – v 520 sonetech má čtenář prožívat Kristovy pašije a meditovat ve stylu duchovních cvičení Ignáce z Loyoly. Podobným způsobem psal také Zacharie de Vitré (aktivní kolem roku 1660). Po vlivem španělských mystiků (Terezie od Ježíše, Jan od Kříže) publikovali verše o tajemném sjednocení duše a Boha například Claude Hopil (1580–1633) nebo Pierre Le Moyne (1602–1671).

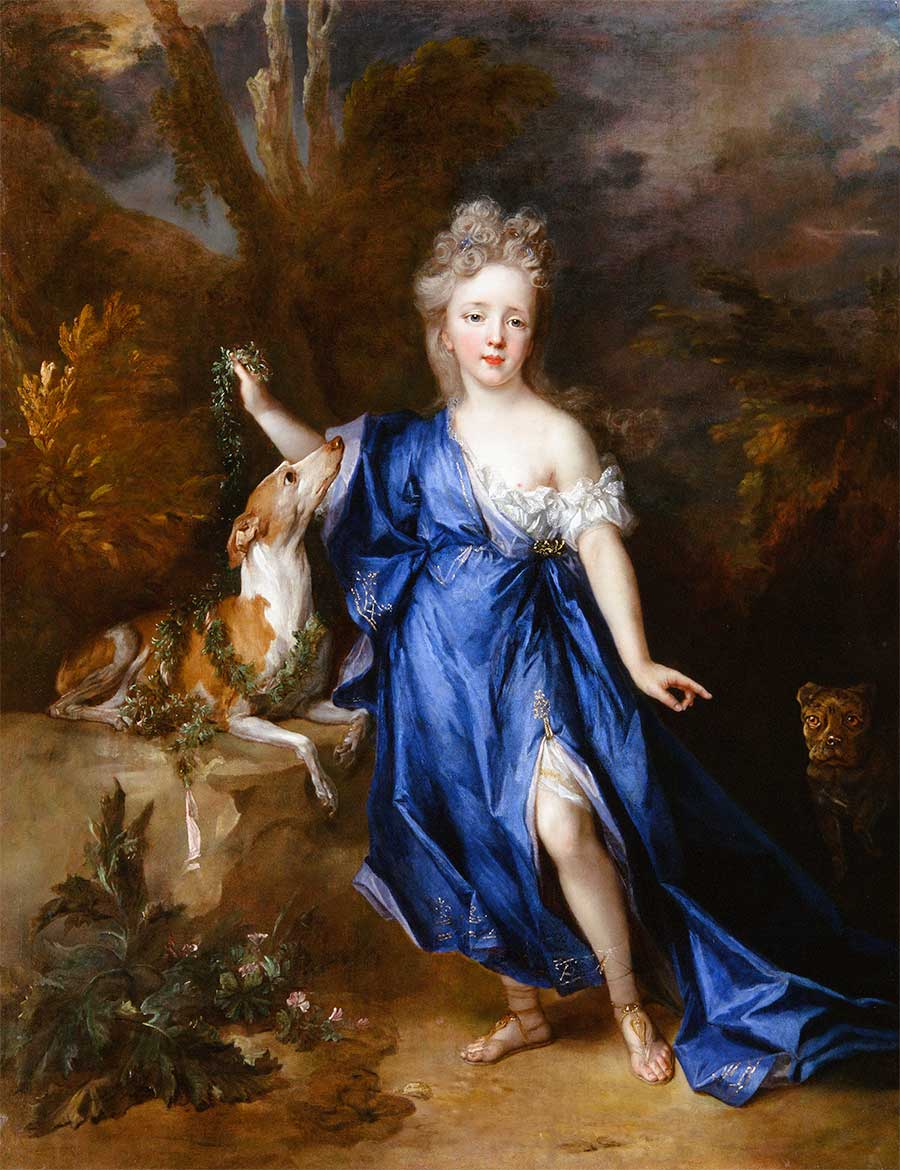
Podobizna madame de La Fayette, významné autorky preciózních románů, v nichž se spojovaly barokní a klasicistní prvky, autorem malby je Nicolas de Largillière

Opačnou tváří francouzského baroka je vzestup živé a komické, často až obscénní tvorby, charakteristické pro léta 1610 až 1620 – rozkvět zastavilo teprve odsouzení a uvěznění Théophila de Viau (1590–1626) v roce 1623 za vydání sbírky Parnasse des poètes satyriques („Parnas satirických básníků“) o rok dříve. Fantastické a hravé baroko nicméně v některých tvůrcích přežilo. Antoine Girard de Saint-Amant (1594–1661) popisoval v burleskních verších požitky lenošení a bohaté tabule a Scarron (1610–1660) se stal tvůrcem parodií starověkých eposů. Toto směřování dorostlo až do podvratné politické satiry, z níž lze jmenovat Scarronovu Mazarinade („Mazarináda“, 1651), namířenou proti prvnímu ministru Julesu Mazarinovi, nebo Cyranova (1619–1655) Ministre d'État flambé („Králův rádce, který pohořel“, 1649).
V barokní éře počátku 17. století se ve francouzské literatuře začaly objevovat též romány, a to nejrůznějších subžánrů a typů – bukolické, hrdinské i komické. Ze španělštiny se překládala také pikareskní tvorba. Francouzská barokní próza je charakteristická svým značným rozsahem a složitostí zápletek a podzápletek, nejčastěji dobrodružných a milostných. Za typickou ukázku lze považovat bukolický román Astrea (L’Astrée, 1607–1627). Jeho autorem byl Honoré d’Urfé (1568–1625). Významnou spisovatelkou se stala též Madeleine de Scudéry (1607–1701), autorka neobyčejně dlouhého románu Artamène ou le Grand Cyrus („Artamène neboli Cyrus Veliký“, 1649–1653) a dalších děl. Se složitou a rafinovanou preciózní literaturou byly ve druhé polovině 17. století spojeny i další ženy – kupříkladu Marie-Catherine de Villedieu (1640–1683), a zejména Marie-Madeleine de La Fayette (1634–1693). Právě jejich působením se dobrodružná a spletitá barokní próza přerodila v psychologickou klasicistní prózu.

## Baroko jako časově neohraničený fenomén
Protiklad k badatelům, kteří vidí barokní literaturu (či umění vůbec) jako v minulosti uzavřenou a zkompletovanou epochu, tvoří myslitelé vnímající baroko jako obecnější jev, který může mít nové projevy v různých dobách. Švýcarský historik umění Heinrich Wölfflin zavedl v roce 1915 myšlenku klasicismu a baroka jako neustále se vracejících podob umění, přičemž klasicismus označuje vrcholnou fázi, zatímco baroko úpadkovou. Tato teorie není obecně přijímána, silně však úvahy o baroku ovlivnila. Jiní autoři, jako Gustav René Hocke nebo Ernst Robert Curtius, také pracovali s podobným konceptem dvou estetických koncepcí, jedné koncepce technické a klasicizující a druhé koncepce pravidla porušující a přetvářející. Druhé směřování však neoznačovali jako barokní, nýbrž jako manýristické.
Robert Pynsent chápal českou literaturu jakožto určovanou barokním duchem, jako barokní kontinuum od středověku po 20. století. Zdeněk Rotrekl ve studii Barokní fenomén v současnosti (1995) zdůraznil přítomnost zřetelných stop barokního dědictví dlouho po skončení historického baroka, například u Jakuba Demla, Jana Zahradníčka nebo Františka Halase, a to mimo jiné v jejich zkratkovitých genitivních metaforách („hrad smrti“, „jílec myšlenky“, „rakev stínů“ apod.). Barokní fenomén je podle Rotrekla diskontinuitně rozprostřen po celé české kultuře a v podobě existenciálních a vroucně duchovních pocitů vyšlehává v dílech autorů, kteří o historickém baroku třeba ani nevědí.
Úvahy o návratu baroka či barokních způsobů psaní se objevují také mimo české země. V anglické literatuře vidí literární kritika „novobarokní“ estetiku vidí například u katolických básníků 19. století, kteří na ideje 17. století navazují – například u jezuitského autora Gerard Manleyho Hopkinse (1844–1889) nebo u mystika Francise Thompsona (1859–1907).

### Výbory
- ČERNÝ, Václav. Kéž hoří popel můj: z poezie evropského baroka. Praha: Mladá fronta, 1967. 280 s.
- DVOŘÁČKOVÁ, Vlasta. Zahrada, ale nevypletá: verše básníků polského baroka. Příbram: Pistorius & Olšanská, 2013. 116 s. ISBN 978-80-87053-92-8.
- HRON, Zdeněk. Co Bůh není, mrzí mne. Praha: BB/art, 2005. 135 s. ISBN 80-7341-633-6.
- HRON, Zdeněk. Co jsme my lidé zač: německá barokní poezie. Praha: BB/art, 2001. 89 s. ISBN 80-7257-592-9.
- MALURA, Jan; KOSEK, Pavel. Čistý plamen lásky: výbor z písní pobělohorských exulantů ze Slezska. Brno: Host, 2004. 360 s. ISBN 80-7294-116-X.
- NOVÁK, Jaroslav. Kapka rosy tekoucí: malý výbor z barokní poezie. Brno: Blok, 1968. 75 s.
- PELÁN, Jiří. Hvězda v noci, duha ve dne / Gabriello Chiabrera, George Herbert, Jean-Baptiste Chassignet, Paul Fleming. Zblov: Opus, 2015. 135 s. ISBN 978-80-87048-44-3.
- SLÁDEK, Miloš. Malý svět jest člověk, aneb Výbor z české barokní prózy. Jinočany: H&H, 1995. 255 s. ISBN 80-85787-84-9.
- SLÁDEK, Miloš. Svět je podvodný verbíř aneb Výbor z českých jednotlivě vydaných svátečních a příležitostných kázání konce 17. a prvních dvou třetin 18. století. Praha: Argo, 2005. 525 s. ISBN 80-7203-709-9.
- TICHÁ, Zdeňka. Růže, kterouž smrt zavřela: výbor z české poezie barokní doby. Praja: Odeon, 1970. 699 s.